# Fred Cohen
Fred Cohen (1957) è un informatico statunitense, conosciuto come uno dei pionieri della creazione dei virus informatici.
L'11 novembre del 1983, presentò alla nazione americana, il primo virus in grado di prendere il controllo dei personal computer, in meno di un'ora. 
Il virus si propagava tramite floppy disk.
Lo stesso Fred Cohen aveva presentato una tesi, in cui spiegava, che non esiste nessun algoritmo in grado di prevenire i virus. Va ricordato che questo personaggio in quel periodo era uno studente della Scuola di ingegneria della University of Southern California.
A Cohen si deve anche il primo utilizzo del termine "virus" nel suo scritto Experiments with Computer Viruses (Esperimenti con i virus per computer, 1984), dove egli indicò Leonard Adleman come colui che aveva coniato tale termine.
| Controllo di autorità | VIAF (EN) 18901032 · ISNI (EN) 0000 0000 8028 7611 · LCCN (EN) n93114705 · GND (DE) 17274623X · J9U (EN, HE) 987007439110405171 |